# 维滕贝克
维滕贝克是德国梅克伦堡-前波美拉尼亚州的一个市镇。总面积9.94平方公里，总人口808人，其中男性405人，女性403人（2011年12月31日），人口密度81人/平方公里。